# Kamostek
Kamostek [pronunciación en polaco: /kaˈmɔstɛk/] es un pueblo ubicado en el distrito administrativo de Gmina Sędziejowice, dentro del Distrito de Łask, Voivodato de Łódź, en Polonia central. Se encuentra aproximadamente a 2 kilómetros al este de Sędziejowice, a 9 kilómetros al suroeste de Łask, y a 41 kilómetros al suroeste de la capital regional Łódź.